# 手裏劍戰隊忍忍者 THE MOVIE 恐龍殿下的驚天忍法帖！
《手裏劍戰隊忍忍者 THE MOVIE 恐龍殿下的驚天忍法帖！》（日文：手裏剣戦隊ニンニンジャー THE MOVIE 恐竜殿さまアッパレ忍法帖!）。是日本特攝節目《手裏劍戰隊忍忍者》於2015年8月8日上映的《超級戰隊系列》劇場版作品。
此外《假面騎士系列》作品《假面騎士Drive》的獨立劇場版《劇場版 假面騎士Drive Surprise Future》亦同步上映。

## 概要
本作為《手裏劍戰隊忍忍者》的獨立劇場版。

## 故事
末代忍者伊賀崎好天給了忍忍者「暑假作業」。只有忍者才能前往的「忍隱里」……坐落於中心的「忍隱城」被牙鬼軍團的武士頭目──弓張重三襲擊了。城池被攻下只是時間的問題，因此好天命令年輕忍者們前去拯救忍隱城的殿下。忍忍者6人前往了城池並成功完成了任務，卻發現他們救出來的八角辰之助殿下竟然因為「詛咒」而變成了恐龍，事情變得一發不可收拾──。而忍忍者收到的另一個「作業」，就是讓「LOVE & PEACE」……也就是「愛與和平」降臨忍隱里。為了幫助在忍隱里中面臨危機的人們，忍忍者即將要與強敵弓張重三所率領的牙鬼軍團決一勝負。

## 人物

### 忍忍者
| 演員       | 角色               | 代號                  | 台配   | 港配   |
| ---------- | ------------------ | --------------------- | ------ | ------ |
| 西川俊介   | 伊賀崎天晴         | 赤忍者（Aka Ninja）   | 歐祖豪 | 鍾見麟 |
| 松本岳     | 加藤・克勞德・八雲 | 青忍者（Ao Ninja）    | 鈕凱暘 | 李凱傑 |
| 中村嘉惟人 | 松尾凪             | 黃忍者（Ki Ninja）    | 胡鎮璽 | 鄧港文 |
| 矢野優花   | 伊賀崎風花         | 白忍者（Shiro Ninja） | 連思宇 | 凌晞   |
| 山谷花純   | 百地霞             | 桃忍者（Momo Ninja）  | 李昀晴 | 廖杏茵 |
| 多和田秀彌 | 金治・瀧川         | 星忍者（Star Ninja）  | 陳彥鈞 | 林筠翔 |

### 戰隊關係者
伊賀崎好天｜(笹野高史 飾/台配：待確認/港配：黃子敬)
伊賀崎旋風｜(矢柴俊博 飾/台配：陳彥鈞/港配：李錦綸)
十六夜九衛門｜(潘惠美 聲/台配：待確認/港配：劉惠雲) 聲

### 本作登場人物
八角辰之助｜（藤本敏史／台灣：待確認／香港：待確認）
隱忍城的城主。被人尊稱為「恐龍殿下大人」。
因為忙於工作而未照顧家人導致妻離子散之下，變得極為空虛寂寞。
後在天晴的影響之下，恢復正常。
弓張重三／侍大將｜（東地宏樹聲+清家利一皮套演出／台灣：待確認／香港：待確認）
蛾眉雷藏的師兄，牙鬼軍團的侍大將，於本作劇場版復活。使用武器為可分離為雙刃的弓箭。
為了獲得傳說中惡龍的力量而進攻隱忍城。
最後被手裏劍神恐龍打倒。
於歸來篇被有明之方重新復活過來，但最後還是被風花與霞再次打倒。

## 機體

#### 恐龍丸（ダイノマル，Dinomaru）
【基本資料】
| 恐龍丸性能設定 | 恐龍丸性能設定 | 恐龍丸性能設定 | 恐龍丸性能設定 | 恐龍丸性能設定 | 恐龍丸性能設定 | 恐龍丸性能設定   |
| 全高           | 全幅           | 全長           | 重量           | 時速           | 馬力           | 手裏劍神恐龍組成 |
| -------------- | -------------- | -------------- | -------------- | -------------- | -------------- | ---------------- |
| 24.5m          | 44.4m          | 15.2m          | 500t           | 380km/h        | 750萬馬力      | 頭部及胸部核心   |

恐龍型的御伴忍，被弓張重三稱之為惡龍之力。
| 恐龍丸性能設定（人形） | 恐龍丸性能設定（人形） | 恐龍丸性能設定（人形） | 恐龍丸性能設定（人形） | 恐龍丸性能設定（人形） | 恐龍丸性能設定（人形） | 恐龍丸性能設定（人形） |
| 全高                   | 全幅                   | 全長                   | 重量                   | 時速                   | 馬力                   | 手裏劍神恐龍組成       |
| ---------------------- | ---------------------- | ---------------------- | ---------------------- | ---------------------- | ---------------------- | ---------------------- |
| 25.0m                  | 10.2m                  | 13.6m                  | 400t                   | 400km/h                | 600萬馬力              | 頭部及胸部核心         |

恐龍丸的人型機器人形態。於機器人戰鬥形態時轉動恐龍丸的御伴忍手裏劍則可發動恐龍丸及手裏劍神進行「手裏劍恐龍合體」於《手裏劍戰隊忍忍者 VS 特急者 THE MOVIE 忍者 In Wonderland》再度登場。

### 手裏劍神恐龍（シュリケンジンダイノ，Shurikenjin Dino）
【基本資料】
| 機體高度 | 機體寬度 | 機體厚度 | 機體重量 | 機體航速 | 機組力量輸出 | 皮套 | 配樂風格 |
| -------- | -------- | -------- | -------- | -------- | ------------ | ---- | -------- |
| 48.0m    | 30.0m    | 30.7m    | 2000t    | 500km/h  | 3000萬馬力   |      | 原住民風 |

由手裏劍神和恐龍丸合為一體的巨大機器人。合體時忍丸的位置會由恐龍丸替代，而忍丸則會變成右手，駕駛座由負責控制恐龍丸的忍忍者坐鎮。
必殺技「手裏劍神．恐龍迷客夏」。

## 幕後
- 原作 - 八手三郎
- 製作 - 鈴木武幸（東映）、平城隆司（tv asahi）、高木勝裕（東映アニメーション）、間宮登良松（東映ビデオ）、高木智悌（ADK）、松田英史（東映エージエンシー）、垰義孝（バンダイ）
- 企劃 - 白倉伸一郎（東映）、林雄一郎（tv asahi）、鷲尾天（東映アニメーション）、加藤和夫（東映ビデオ）、波多野淳一（ADK）、疋田和樹（東映エージエンシー）、小野口征（バンダイ）
- 腳本 - 下山健人
- 音樂 - 山下康介
- 攝影 - 松村文雄
- 照明 - 柴田守
- 錄音 - 伝田直樹
- 整音 - 深井康之
- 美術 - 大谷和正
- 編集 - 柳澤和子
- 助監督 - 杉原輝昭、谷本健晋、松井貴
- スクリプター - 高山秀子
- 製作擔當 - 柿本浩樹
- 特撮監督 - 佛田洋（特撮研究所）
- 製作 - 「ドライブ・ニンニンジャー」製作委員会
- 監督 - 中澤祥次郎

## 片尾曲
「なんじゃモンじゃ!ニンジャ祭り!」
作詞・作曲：奥田もとい / 編曲：Funta7 / 歌：伊勢大貴 / 振り付け：ラッキィ池田